# مغز افشاگر
مغز سخن چین (به انگلیسی: The Tell-Tale Brain) عنوانی کتابی است غیرداستانی که در سال ۲۰۱۰ توسط ویلایانور راماچاندران عصب‌پژوه آمریکایی هندی‌تبار نوشته شده است. این کتاب از دیدگاه عصب‌پژوهی یگانگی ذات انسان را بررسی می‌کند.

"مغز افشاگر"  ( Phantoms in the Brain ) کتاب دیگری از همین نویسنده است که در سال 1998 منتشر شده است. 

## درباره کتاب
این کتاب در سال ۲۰۱۰ جایزه کراسورد را برنده شد. منتقدان عموماً به تحسین این اثر پرداختند.

## فهرست کتاب مغز سخن چین
- درآمد/ ما که میمون نیستیم
- فصل اول/ اندام‌های خیالی و مغزهای انعطاف‌پذیر
- فصل دوم/ دیدن و فهمیدن
- فصل سوم/ رنگ‌های جیغ و دختران بانمک: حس‌آمیزی
- فصل چهارم/ نورون‌هایی که تمدن را ساختند
- فصل پنجم/ استیون کجاست؟ معمای اوتیسم
- فصل ششم/ قدرت ورّاجی: تکامل زبان
- فصل هفتم/ مغز و زیبایی: ظهور زیبایی‌شناسی
- فصل هشتم/ مغز حقه‌باز: قوانین کلی
- فصل نهم/ میمونی که روح دارد: درون‌نگری چگونه تکامل یافت